# José Miguel Fernández López de Uralde
José Miguel Fernández López de Uralde, apodado Fote (Vitoria, 3 de mayo de 1972) es un abogado y político español, miembro del partido político vasco Ezker Batua Berdeak.

## Trayectoria
Es licenciado en Derecho y abogado de profesión. Militante de Ezker Batua Berdeak, partido político vasco federado a nivel nacional con Izquierda Unida. Dentro de su partido ha sido coordinador Territorial en Álava y miembro del Consejo Político Federal.
Entre 1999 y 2008 fue miembro de las Juntas Generales de Álava. En septiembre de 2008 sustituyó a Kontxi Bilbao en el Parlamento Vasco. Bilbao había sido inhabilitada por el Tribunal Supremo a raíz del caso Atutxa. Fote fue parlamentario vasco durante poco más de 6 meses. En las Elecciones al Parlamento Vasco de 2009 fue cabeza de lista de su partido por el territorio histórico de Álava. Sin embargo no logró revalidar el escaño que Ezker Batua Berdeak tenía en Álava.